# Huang Zhangjiayang
Huang Zhangjiayang (en chino: 黄张嘉洋, 15 de febrero de 2000) es una deportista china que compite en gimnasia rítmica, en la modalidad de conjuntos.
Participó en dos Juegos Olímpicos de Verano, obteniendo una medalla de oro en París 2024, en la prueba por conjuntos (junto con Guo Qiqi, Hao Ting, Wang Lanjing y Ding Xinyi), y el cuarto lugar en Tokio 2020, en la misma prueba.
Ganó dos medallas de plata en el Campeonato Mundial de Gimnasia Rítmica de 2023, en las pruebas de concurso completo y 3 con cinta + 2 con pelota.

## Palmarés internacional
| Juegos Olímpicos   | Juegos Olímpicos  | Juegos Olímpicos | Juegos Olímpicos           |
| Año                | Lugar             | Medalla          | Prueba                     |
| ------------------ | ----------------- | ---------------- | -------------------------- |
| 2024               | París (Francia)   | Medalla de oro   | Conjuntos                  |
| Campeonato Mundial |                   |                  |                            |
| Año                | Lugar             | Medalla          | Prueba                     |
| 2023               | Valencia (España) | Medalla de plata | Concurso completo          |
| 2023               | Valencia (España) | Medalla de plata | 3 con cinta + 2 con pelota |